# Яррам

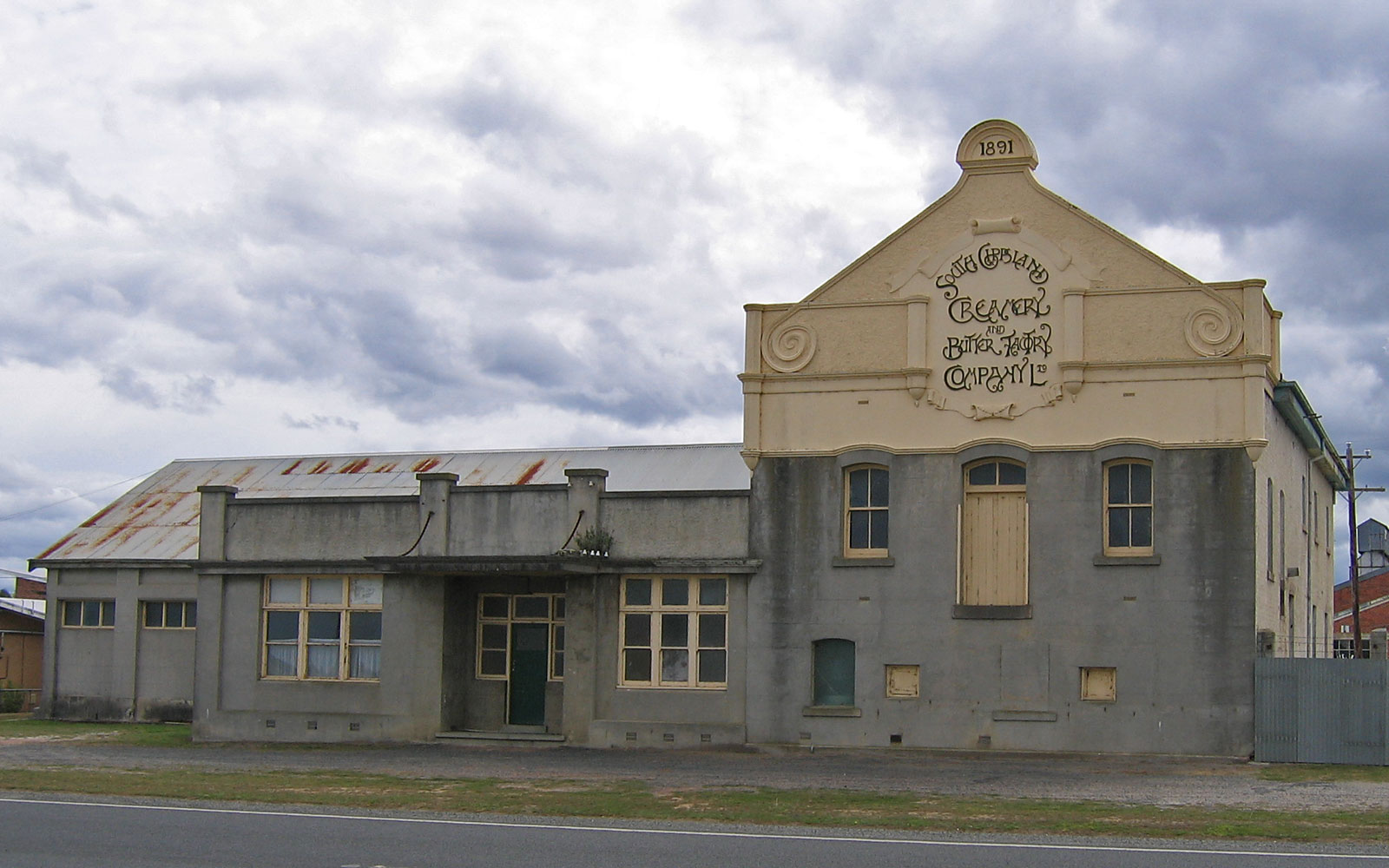
Фабрика по производству масла в Ярраме

Яррам (англ. Yarram) — небольшой город на юго-востоке Австралии. Находится на юго-востоке штата Виктория, в области Гиппсленд.
Ближайший сопоставимый по размерам город — Вудсайд, расположенный на автодороге А440. В северо-восточной части города протекает река Тарра. Расстояние до столицы штата составляет 150 км по прямой линии, по шоссе — около 210 км.

## История
Название города происходит от выражения на одном из языков местных аборигенов, обозначавшего «изобилие воды», однако точно не известно из какого именно языка пришло это слово. Земля, на которой сейчас находится город, принадлежала группе племён курнаи. Они оказывали серьёзное сопротивление при освоении данных земель, что привело к серьёзным потерям среди них.
Первое поселение на этом месте было основано в 1841 году шотландцем Энеасом Рональдсоном МакДоннелом (англ. Aeneas Ronaldson MacDonnell). 1 февраля 1861 года была открыта почтовая станция, а в 1921 году в городе появилась станция южно-гипслендской железной дороги
С 1986 года Яррам является ближайшим более-менее крупным населённым пунктом к национальному парку Тарра-Булга (ок. 14 км. по прямой).

## Улицы
Главная проезжая улица — Коммершиал-роуд. Коммершиал-роуд является также трассой А440, которая имеет своё название — Шоссе Южного Гиппсленда.
Список улиц:
- Карпентер-стрит
- Бладенс-лейн
- Дональд-стрит
- Найтингейл-стрит
- Чёрч-роуд
- Девон-стрит
- Бакли-стрит (англ. Buckley St.)
- Уэсли-стрит (англ. Wesley St.)
- Гипс-стрит (англ. Gipps St.)
- Инид-стрит
- Кинг-стрит
- Роджерс-стрит (англ. Rodgers St.)
- Лоренс-стрит
- Смит-стрит
- Яррам-стрит (англ. Yarram St.)
- Дадли-стрит
- Бланд-стрит
- Джеймс-стрит (англ. James St.)
- Дагерти-стрит
- Куин-стрит
- Дьюк-стрит
- Маклин-стрит
- Принс-стрит
- Кларк-Корт
- Хайленд-Кресент
- Шарлотт-роуд
- Динн-Драйв
- Хихос-лейн (англ. Hihos Ln.)
- Паунд-роуд (англ. Pound Rd.)

## Медицина
В городе с западной стороны находится Больница Латроб Риджинал, с восточной — более крупная больница Яррам Комьюнити.

## Географические карты
- Карта города на Google